# Крушение судна с мигрантами у берегов Греции (2023)
14 июня 2023 года у берегов Греции потерпело крушение рыболовное судно, перевозившее мигрантов.
Предположительно 10 июня судно отправилось из Тобрука, Ливия, его пунктом назначения была Италия. В ночь на 14 июня оно перевернулось в международных водах недалеко от города Пилос, Греция. Большинство находившихся на борту были из Египта, Сирии и Пакистана. После крушения началась масштабная спасательная операция с привлечением береговой охраны и ВМС, участие принимали фрегат ВМФ РФ «Адмирал Горшков» и сопровождавший его сухогруз «Пижма», а также частные суда.
Количество пассажиров на судне оценивается в 400—750 человек, сообщается о спасении 104 из них. Число погибших составляет 82 человека, точное число пропавших без вести неизвестно. Около 30 человек госпитализированы в Пилосе. Четыре человека с симптомами переохлаждения были доставлены вертолётом в больницу города Каламата. Правительство Греции объявило трёхдневный траур. Это происшествие стало крупнейшим кораблекрушением в Греции с начала года, а также оценивается как одно из самых смертоносных в Европе за последние годы. Предварительной причиной называется перегруженность.

## Предыстория
С начала Первой гражданской войны Ливия стала одним из основных пунктов по контрабанде людей в Европу. Продолжающийся поныне кризис в Ливии, наряду с нестабильностью в соседних странах, позволил развиться крупной индустрии контрабанды людей, перемещающей мигрантов и беженцев через Средиземное море в Европу.
Морской маршрут из Северной Африки в Италию для мигрантов и беженцев, стремящихся попасть в Европу, был объявлен Международной организацией по миграции самым смертоносным на Земле, которая зафиксировала 21 000 смертей с 2014 года. Контрабандисты загоняют мигрантов на немореходные суда, часто в запертые трюмы для многодневного плавания. Зачастую они направляются в Италию, поскольку она ближе к Западной Европе, чем Греция.
На морских маршрутах контрабанды в Европу растёт число происшествий с жертвами: в 2022 году на маршрутах из Ближнего Востока и Северной Африки погибло 3800 человек, из которых 3789 погибли именно на морских маршрутах. 26 февраля 2023 года по меньшей мере 94 человека погибли, когда лодка из Измира, Турция, затонула у берегов Кутро на юге Италии. В мае 2023 года, правительство Греции было осуждено на международном уровне после публикации видеозаписи, предположительно показывающей насильственную высылку (pushback) мигрантов, которые были брошены в море.

## События
Судно, имевшее название Andrianna, отправилось из Тобрука, города в Киренаике, Ливия, к югу от острова Крит в Эгейском море, Греция 10 июня 2023 года. На судне находилось чрезмерное количество людей, значительно превышающее его вместимость. Alarm Phone, европейская благотворительная организация по оказанию помощи спасателям, утверждала, что получила сигнал бедствия с судна, на борту которого находилось до 750 человек (хотя неясно, было ли это именно судно, которое потерпело крушение). по оценкам IОМ, на борту находилось около 400 человек. Иоаннис Зафиропулос, заместитель мэра греческого портового города Каламата, заявил, что количество находившихся на борту превышает 500. Это было рыболовецкое судно, длиной, по оценкам, от 20 до 30 метров. Почти все мигранты, находившиеся на борту, были выходцами из Афганистана или Пакистана. Andrianna направлялась в Италию.
13 июня береговая охрана Италии предупредила властей Греции и агентство пограничной охраны Европейского союза Frontex о приближающемся судне, терпящем бедствие. Около 1:40 в ночь на 14 июня береговая охрана Греция узнала, что у судна возникли проблемы с двигателем. Получив просьбу о помощи, офицеры береговой охраны приблизились к судну. Они заявили, что «увидели, как судно повернуло направо, затем резко налево, а затем ещё раз направо, настолько сильно, что это привело к опрокидыванию судна». Примерно через 10—15 минут Andrianna затонула в водах Ионического моря, примерно в 80 километрах от побережья Пилоса, Греция, на глубине от 4000 до 5200 метров. Береговая охрана Греции сообщила, что ни на ком на борту не было спасательных жилетов.

## Жертвы
По состоянию на 14 июня 2023 года было подтверждено, что по меньшей мере 82 пассажиров Andrianna погибли, что делает это кораблекрушение самым смертоносным в 2023 году в Греции. Большинство выживших были мужчинами, причём они заявили, что контрабандисты держали женщин и детей запертыми в трюме для облегчения контроля. Число пропавших без вести может достигать сотен.